# ウルリヒ・グライフェルト

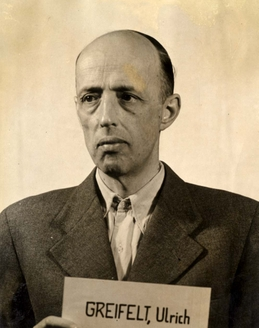
1947年、逮捕後のグライフェルト

ウルリヒ・ハインリヒ・エミール・リヒャルト・グライフェルト（Ulrich Heinrich Emil Richard Greifelt、1896年12月8日 - 1949年2月6日）は、ナチス・ドイツの親衛隊（SS）の将軍。ドイツ民族性強化国家委員本部の本部長を務めた。最終階級は親衛隊大将および警察大将。

## 略歴
プロイセン王国首都ベルリンに生まれる。父は薬剤師リヒャルト・グライフェルト(Richard greifelt)。母はその妻エリザベート(Elisabeth)（旧姓クラッヒ(Krach)）。
リヒターフェルデの実科ギムナジウムに通っていたが、第一次世界大戦開戦により1914年8月に第48歩兵連隊に属する第3近衛狙撃兵大隊に入隊。1915年3月に士官候補生となり、7月に少尉に任官した。1916年8月に航空隊に移籍となり、パイロットとなり偵察飛行をおこなった。敗戦の際にはリガの軍政部で勤務していた。
戦後は義勇軍（フライコール）に参加し、その後ベルリンへと戻っていった。ベルリンの電気メーカー「イスラエル兄弟社」で働き、工場長を任された。一時は反ナチ派であった。
その後、世界大恐慌の余波でイスラエル兄弟社が倒産して失業した。1年以上失業していたが、アドルフ・ヒトラー内閣が成立した後の1933年4月1日に国家社会主義ドイツ労働者党（ナチス党）に入党し（党員番号1667407）、同年6月18日に親衛隊（SS）に入隊（隊員番号72909）。親衛隊全国指導者ハインリヒ・ヒムラーの幕僚となり、親衛隊本部にも勤務する。イデオロギーよりも統計学に通じた人物であった。1935年6月から1937年2月にかけて親衛隊本部の幕僚長（Stabsführer）に就任。1937年に親衛隊全国指導者の幕僚部の中に置かれた四カ年計画事務局の責任者に任じられる。1938年3月から1940年6月にかけては親衛隊本部の官房長（Chef der Zentralkanzlei）に就任した。
4カ年計画の労働力不足を補うために300万人の国外ドイツ人、ドイツ系の帰還事業を推進し、1939年7月にはイタリアの南チロル地方のドイツ系民族のドイツ帰還の指揮を執った。
ドイツ民族性強化国家委員に任じられたヒムラーから1939年10月7日にドイツ民族性強化国家委員事務局の局長に任じられる。同局は1941年に親衛隊の本部の一つとなり、ドイツ民族性強化国家委員本部に改組されている。これにより東ヨーロッパにドイツ民族を入植させる「再定住計画」を指揮することとなった。ユダヤ人やポーランド人の企業や農地を次々と奪い、それをドイツ人入植者に与えた。
戦後、連合国に逮捕されて親衛隊人種及び移住本部裁判にかけられた。1948年5月10日に終身刑判決を受けた。ランツブルク刑務所で拘留されたが、1949年に獄中で死亡した。

## キャリア

### 軍階級
- 1915年3月、士官候補生（Fähnrich）
- 1915年7月、少尉（Leutnant）
- 1920年3月31日、中尉（Oberleutnant）

### 親衛隊・警察階級
- 1933年7月6日、親衛隊少尉（SS-Sturmführer）
- 1933年7月31日、親衛隊中尉（SS-Obersturmführer）
- 1933年11月15日、親衛隊大尉（SS-Sturmhauptführer）
- 1934年2月5日、親衛隊少佐（SS-Sturmbannführer）
- 1935年6月12日、親衛隊中佐（SS-Obersturmbannführer）
- 1936年1月30日、親衛隊大佐（SS-Standartenführer）
- 1937年4月20日、親衛隊上級大佐（SS-Oberführer）
- 1939年11月18日、親衛隊少将（SS-Brigadeführer）
- 1941年8月1日、親衛隊中将（SS-Gruppenführer）
- 1942年8月15日、警察中将（Generalleutnant der Polizei）
- 1944年1月30日、親衛隊大将及び警察大将（SS-Obergruppenführer und General der Polizei）

### 受章
- 1914年版二級鉄十字章
- 1914年版一級鉄十字章
- 1918年版戦傷章黒章
- 一級及び二級剣付き戦功十字章
- 1938年3月13日記念メダル
- 1938年10月1日記念メダル
- 名誉十字章前線戦士章
- 二級ドイツ・オリンピック勲章（Olympia-Ehrenzeichen）
- 親衛隊名誉リング
- 親衛隊全国指導者名誉長剣